# Văn Định Vương hậu
Đây là một tên người Triều Tiên, họ là Yun.
Văn Định Vương hậu (chữ Hán: 文定王后, Hangul: 문정왕후; 1 tháng 2, 1501 - 29 tháng 12, 1565), còn gọi là Thánh Liệt Đại phi (聖烈大妃), là Vương hậu thứ ba của Triều Tiên Trung Tông và là mẹ ruột của Triều Tiên Minh Tông.
Bà được biết đến với vai trò nhiếp chính trải qua thời kỳ của Minh Tông đại vương, và là một trong những Vương hậu nổi tiếng nhất của vương triều này. Trong dòng họ Doãn thị có liên tiếp 3 vị Vương hậu đều đạt tới tầm ảnh hưởng trong lịch sử Triều Tiên, bao gồm: Trinh Hi vương hậu, Trinh Hiển vương hậu và Văn Định vương hậu.

## Thân thế
Văn Định vương hậu xuất thân từ Pha Bình Doãn thị (坡平尹氏), một trong những sĩ tộc cao quý đương thời. Cha bà là Pha Sơn phủ viện quân Doãn Chi Nhậm (尹之任; 1475 - 1534), là em họ của Doãn Nhậm (尹任), về sau lãnh đạo phái Đại Doãn; mẹ bà là Toàn Thành phủ phu nhân Toàn Nghĩa Lý thị (全城府夫人全義李氏; 1475 - 1511). Dòng dõi của bà là hậu duệ của tướng quân Doãn Quán. Các vị vương phi tiền nhiệm như Trinh Hi vương hậu của Thế Tổ, Phế phi Doãn thị, Trinh Hiển vương hậu của Thành Tông và Chương Kính vương hậu của Trung Tông đều là hậu duệ của Doãn Quán. Cháu đời thứ 11 của Doãn Quán là Doãn Phan (尹璠) có 3 người con:  Doãn Sĩ Quân, Doãn Sĩ Hân và Trinh Hi vương hậu, bà là cháu đời thứ 3 của Doãn Sĩ Hân trong khi Chương Kính vương hậu là cháu đời thứ hai của Doãn Sĩ Quân, do đó bà là cháu họ xa của Chương Kính vương hậu.
Hai em trai của bà là Doãn Nguyên Hành (尹元衡) và Doãn Nguyên Lão (尹元老) lãnh đạo phái Tiểu Doãn, hoành hành trong triều. Theo đánh giá của sử gia, Doãn thị tuy xuất thân danh giá vọng tộc, nhưng hành xử đoan trang, dùng đồ rất dung dị, không chuộng xa hoa.
Năm 1515, Chương Kính vương hậu Doãn thị, em gái của Doãn Nhậm sau khi hạ sinh Đích vương tử (tức Nhân Tông đại vương) thì thăng hà.
Năm 1517, ngày 9 tháng 4, Doãn thị được chọn làm Vương phi kế nhiệm của Trung Tông đại vương, khi ấy bà mới 17 tuổi. Lúc bấy giờ, Từ Thuận đại phi Doãn thị là mẹ chồng của bà, cũng xuất thân từ Pha Bình Doãn thị.

## Ngoại gia tranh đấu
Theo sử sách không chính thức, Văn Định vương hậu đã nuôi dạy, bảo vệ và coi Vương thế tử (tức Nhân Tông) như con đẻ của mình, giúp Nhân Tông lên ngôi.
Lúc bà còn tại vị trung điện của Trung Tông bà đã gặp phải rất nhiều sóng gió trong hoàng cung do tranh chấp quyền lực và quyền thừa kế ngôi vị. Đặc biệt bà phải đối phó với Kính tần Phác thị - 1 người hết sức mưu cơ được một số đại thần trong triều chống đỡ, cùng với con trai là Phúc Thành quân đang có âm mưu loại trừ Thế tử để lên kế vị. Việc bà được đưa vào cung với mục đích ban đầu là để nuôi dạy và bảo vệ cho Thế tử còn nhỏ tuổi, đã khiến bà trở thành người cản đường mẹ con Kính tần thực hiện âm mưu. Rất nhiều độc kế nhắm thẳng vào bà đều đã được giải quyết nhờ bản lĩnh của bà và sự giúp đỡ từ người thiếp của Doãn Nguyên Hành là Trịnh Lan Trinh.
Năm 1534, bà sinh được con trai của mình, tức Minh Tông tương lai, khi ấy liền mang tước hiệu Khánh Nguyên đại quân (慶原大君). Từ đó nảy sinh ra phe Đại Doãn do Doãn Nhậm bảo vệ Vương Thế tử và Tiểu Doãn do Doãn Nguyên Hành đứng đầu bảo vệ Khánh Nguyên đại quân.
Năm 1545, Trung Tông đại vương băng hà, Thế tử lên ngôi, tức Triều Tiên Nhân Tông. Doãn Nhậm cố hết sức tiêu diệt Tiểu Doãn nhưng không được vì Văn Định vương hậu ra mặt bảo vệ phe Tiểu Doãn. Khi ấy, bà được tôn làm Vương đại phi.
Tuy nhiên, Nhân Tông mất do bệnh tật khi mới chỉ tại vị được chưa đầy 1 năm, lúc này con đẻ của Văn Định vương hậu là Khánh Nguyên đại quân lên ngôi, tức Triều Tiên Minh Tông. Nhân Tông đại vương mất, trong cung nói rằng do ông đau buồn vì cái chết của cha mà sinh bệnh, nhưng dân gian đồn đãi rằng chính do Văn Định vương hậu hạ sát. Tuy là con trai kế vị, Đại phi Doãn thị lại được tấn phong làm Đại vương đại phi, tước vị cao hơn Vương đại phi một bậc vì nội chế Triều Tiên gia tôn trước hiệu cho các Vương phi, đều là xét cách đời chứ không xét bối phận. Còn Vương phi Phác thị của Nhân Tông được tôn làm Vương đại phi.

## Đại phi nhiếp chính
Minh Tông đại vương kế vị khi chỉ 12 tuổi, còn ít tuổi chưa đủ sức để gánh vác việc triều đình. Theo thông lệ, Đại vương Đại phi Doãn thị có thể Thùy liêm thính chánh (垂簾聽政). Trong thời gian làm nhiếp chính, bà đã dùng em là Doãn Nguyên Hành làm phụ chính, thực sự chuyên quyền trong một thời gian dài, từ năm 1545 đến năm 1565, tổng cộng 20 năm nắm đại quyền.
Khi vừa ổn định, Doãn Nguyên Hành và Trịnh Thuận Bằng (鄭順朋) bè đảng vu cáo Doãn Nhậm và Liễu Quán (柳灌) cùng các sĩ lâm có ý mưu phản. Cuối cùng, Doãn Nhậm và các người theo phe đều bị xử tử, Đại Doãn phái hoàn toàn bị lật đổ. Sử gọi là Ất Tị sĩ họa (乙巳士禍). Năm 1547, Minh Tông dâng cho bà tôn hiệu là Thánh Liệt đại vương đại phi (聖烈大王大妃). Tháng 9 năm ấy lại tôn thêm 2 chữ Nhân Minh (仁明), gọi đầy đủ là Thánh Liệt Nhân Minh đại vương đại phi (聖烈仁明大王大妃).
Năm 1553, Minh Tông đại vương thân chính, trọng dụng cửu phụ của Vương phi Thẩm thị là Lý Lương (李樑), dần dần giảm đi thế lực trong triều của ngoại thích họ Doãn. Tuy vậy, Đại vương đại phi vẫn giữ đại quyền, hằng ngày minh Tông đều phải vấn an Đại phi và trình bản duyệt cho Đại phi xem xét.
Trong thời gian làm nhiếp chính bà đã phục hồi nền Phật giáo ở Triều Tiên với sự giúp đỡ rất nhiều của Trịnh Lan Trinh (鄭蘭貞, Jeong Nan jeong), dỡ bỏ các lệnh cấm, cho xây dựng các chùa đền thờ phật. Bà còn cho mời một vị đại sư vào cung để tham vấn việc nước cùng bà, việc này làm tầng lớp sĩ phu Nho giáo rất tức giận. Bên cạnh đó, bà còn phá lệ cho phép một tiểu thiếp được trở thành Chính thất, điều này gần như là không thể trong xã hội thời đó. Bà đã sắc phong cho Trịnh Lan Trinh làm Chính nhất phẩm Trinh Kính phu nhân (貞敬夫人).
Năm 1565, ngày 29 tháng 12, Đại vương đại phi Doãn thị thăng hà tại Chiêu Đức đường trong Xương Đức cung, hưởng thọ 65 tuổi, an táng tại Thái lăng (泰陵), bên cạnh Trung Tông đại vương. Thụy hiệu của bà là Thánh Liệt Nhân Minh Văn Định Vương hậu (聖烈仁明文定王后).

## Hậu duệ
Văn Định vương hậu sinh hạ 1 Vương tử và 4 Vương nữ:
1. Triều Tiên Minh Tông Lý Hoàn [李峘].
2. Ý Huệ công chúa (懿惠公主; 1521 - 1564), tên là Lý Ngọc Huệ (李玉蕙), hạ giá lấy Thanh Nguyên úy Hàn Cảnh Lộc (한경록).
3. Hiếu Thuận công chúa (孝順公主; 1522 - 1538), tên là Lý Ngọc Liên (李玉蓮), hạ giá lấy Lăng Thành quân Cụ Tư Nhan (구사안).
4. Kính Hiển công chúa (敬顯公主; 1530 - 1584), tên là Lý Ngọc Hiền (李玉賢), hạ giá lấy Linh Xuyên úy Thân Nghĩ (신의).
5. Nhân Thuận công chúa (仁順公主), mất sớm.

## Trong phim truyền hình
Văn Định vương hậu được mô tả trong các bộ phim truyền hình với sự tham gia diễn xuất của các diễn viên khác nhau, với vai trò và tính cách khác nhau đã được phát sóng ở Việt Nam:
- Trong phim Đại Trường Kim, Văn Định vương hậu do Park Jeong-sook thể hiện.
- Trong phim Nữ nhân thiên hạ, Văn Định vương hậu do Jeon In Hwa thể hiện.